# HTV32
HTC 10 HTV32（エイチティーシー テン エイチティーブイ サンニー）は、台湾・HTC（輸入元・HTC NIPPON）によって開発された、auブランドを展開するKDDIおよび沖縄セルラー電話の第3.9世代移動通信システム（au 4G LTE/au VoLTE）、第4世代移動通信システム (au 4G LTE CA/WiMAX2+) 対応スマートフォンである。

## 概要
HTV31の後継機種で、グローバルモデルであるHTC 10の日本国内ローカライズモデルとなる。au限定カラーとして「Camellia Red」が追加されている。
パーソナルオーディオプロファイル機能が搭載されており、年齢やジャンル、周囲の環境といった情報を設定することによって音のカスタマイズが可能となっている。また、新たに4K動画の撮影に対応しており、日本国内のスマートフォンでは史上初の192kHz/24ビットによるハイレゾ録音（音声コーデックはFLACを用いる。ただし最大撮影/録音時間は6分まで）も可能となっている。
同梱のイヤホンは日本国内のスマートフォンでは史上初のハイレゾリューションオーディオ（以下ハイレゾ）対応となっている。
なお、放送受信機能・おサイフケータイは搭載しておらず、防水性能は備えていない。
キャッチコピーは「HTC史上最強のカメラ、音質、パフォーマンス。Power of 10」。

## その他機能
※PC向けWebブラウザが標準装備されている。携帯向けサイト (EZWeb) は他のスマートフォンやPCと同じく閲覧不可。
| 主な機能・対応サービス                                                  | 主な機能・対応サービス                                                        | 主な機能・対応サービス                      | 主な機能・対応サービス             |
| ----------------------------------------------------------------------- | ----------------------------------------------------------------------------- | ------------------------------------------- | ---------------------------------- |
| auウィジェット Webブラウザ                                              | LISMO! for Android （ハイレゾ音源対応版） LISMO WAVE                          | おサイフケータイ NFC おくだけ充電 指紋認証  | ワンセグ フルセグ DLNA/DTCP-IP     |
| au one メール PCメール Gmail EZwebメール                                | デコレーションメール デコレーションアニメ                                     | Friends Note                                | PCドキュメント                     |
| au Smart Sports Run & Walk Karada Manager ゴルフ(web版) Fitness、歩数計 | GPS 方位計                                                                    | au oneナビウォーク au one助手席ナビ         | au one ニュースEX au one GREE      |
| かんたんメニュー じぶん銀行                                             | 緊急速報メール                                                                | Bluetooth                                   | 無線LAN機能 (Wi-Fi) auシェアリンク |
| 赤外線通信                                                              | au VoLTE （シンクコール対応） WIN HIGH SPEED au 4G LTE （3CC CA対応） WiMAX2+ | au世界サービス （旧・グローバルパスポート） | auフェムトセル                     |
| microSDHC microSDXC                                                     | モーションセンサー(6軸)                                                       | 防水 防塵                                   | 簡易留守録 着信拒否設定            |

- 安心セキュリティパックはフル対応

## 歴史
- 2016年4月12日 - HTCよりグローバルモデル発表。ただしこの時点では日本国内での発売は未定だった[7]。
- 2016年5月31日 - KDDI、およびHTC NIPPONより公式発表。
- 2016年6月10日 - 発売開始。